# Antidiuretisches Hormon

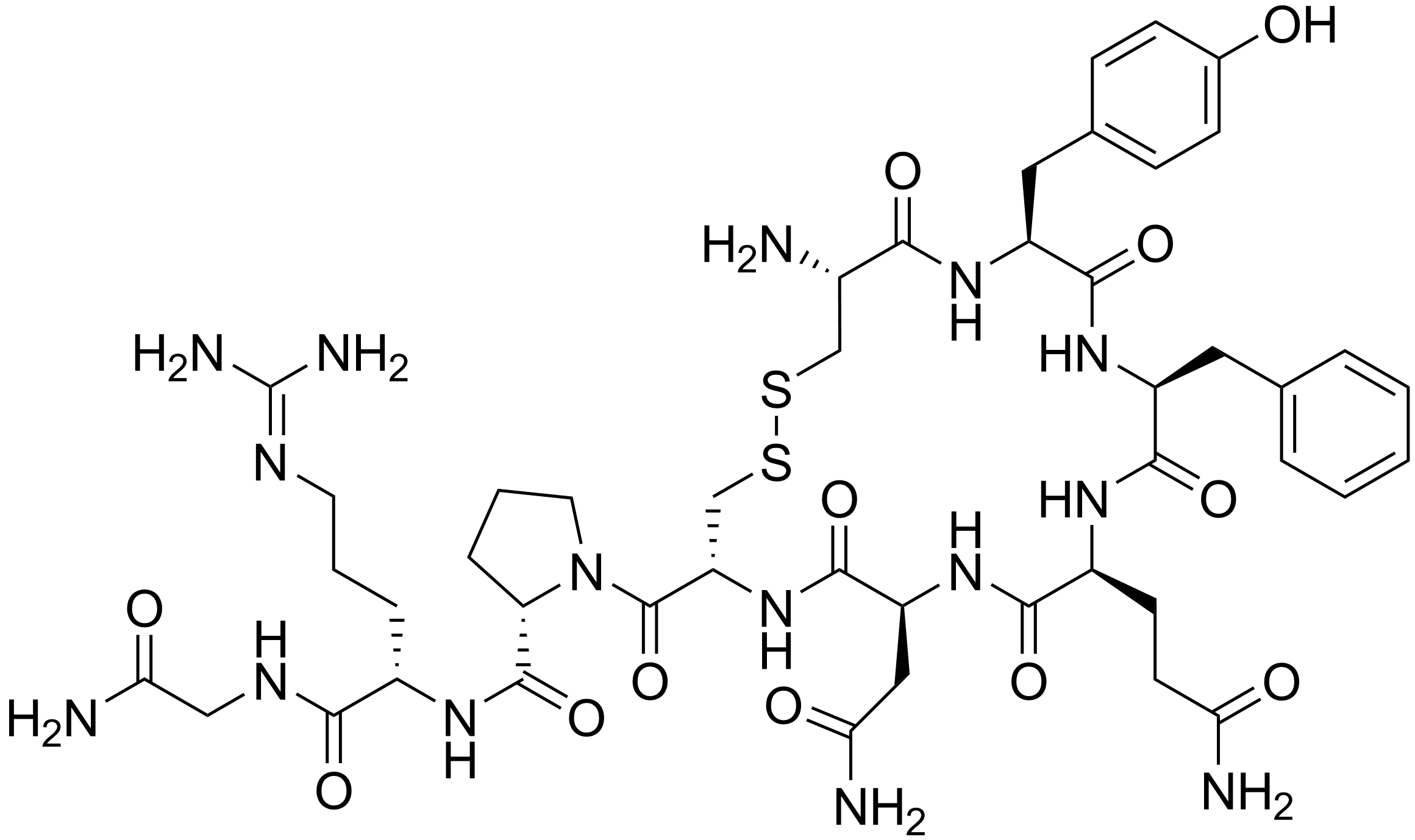
Antidiuretisches Hormon (ADH), auch Arg^{8}-vasopressin (AVP) genannt

Das Antidiuretische Hormon (ADH), auch Adiuretin oder Vasopressin (INN) bzw. Arg(inin)-vasopressin (AVP) genannt, ist ein Peptidhormon. Es wird von Nervenzellen des Hypothalamus im Gehirn gebildet und im Hypophysenhinterlappen (Neurohypophyse) freigesetzt nach Spaltung des Prohormons gemeinsam mit Neurophysin II und Copeptin. Antidiuretisch bewirkt das Hormon die Bewahrung von Körperflüssigkeit. Der Name Vasopressin bezieht sich auf seine gefäßverengende Wirkung bei höheren Dosen (von lateinisch vas ‚(Blut-)Gefäß‘ und pressus ‚Druck‘).

## Struktur
Die Primärstruktur des humanen ADH besteht aus neun Aminosäuren und hat die Aminosäurensequenz CYFQNCPRG. Da das ADH mancher anderen Säugetiere, z. B. von Schweinen, an Position 8 den Baustein Lysin anstelle von Arginin enthält, lautet die genauere Bezeichnung Arg8-vasopressin (AVP). Das zugehörige Gen beim Menschen heißt dementsprechend AVP; es liegt auf Chromosom 20 (Genlocus 20p13). Die Seitenketten der beiden Cysteinreste von Vasopressin bilden eine intramolekulare Disulfidbrücke aus, das C-terminale Glycin ist amidiert. Damit gleicht Vasopressin (ADH) als cyclisches Nonapeptid strukturell – bis auf die Aminosäuren an Position 3 und 8 der Sequenz – dem Oxytocin (CYIQNCPLG), das ebenfalls als ein in der Neurohypophyse freigesetztes Neuropeptid hormonell wirkt.

## Produktion
ADH wird von großen (magnocellularen) Nervenzellen in Kerngebieten (Nucleus supraopticus und Nucleus paraventricularis) des Hypothalamus produziert, in Vesikeln gespeichert axonal bis in den Hypophysenhinterlappen transportiert und von dort bedarfsgerecht geregelt in das Blut abgegeben. Hypothalamus und Hypophysenhinterlappen sind Teile des Zwischenhirns.
Das Gen AVP codiert für ein 164 Aminosäuren (AS) langes Polypeptid, dieses Genprodukt wird Prä-pro-vasopressin genannt. Nach Abspaltung eines N-terminalen Signalpeptids (19 AS) entstehen aus dem 145 Aminosäuren langen Prohormon durch weitere Spaltungsschritte noch während des vesikulären Transports neben dem Oligopeptid des ADH (9 AS) auch das Copeptin (39 AS) und das Neurophysin II (93 AS), die beide gemeinsam mit ADH freigesetzt werden.

## Physiologie
ADH bewirkt die vermehrte Rückgewinnung von Wasser aus dem Primärharn durch die Nierentubuli (Nierenkanälchen), wodurch der Urin konzentriert wird und sein Volumen abnimmt. Das wird als tubuläre Rückresorption bezeichnet.
ADH wirkt hauptsächlich auf zwei Arten:
1. Periphere Wirkung: ADH wird aus magnozellulären Neuronen entlang des Hypophysenstiels axonal (Tractus supraopticohypophysialis) transportiert, in Vesikeln des Hypophysenhinterlappens (auch Neurohypophyse genannt) gespeichert und bei Bedarf in das Blut abgegeben, wo es in physiologischen Konzentrationen die Osmolalität des Blutes durch Wasserrückresorption mittels Harnstoff-Recycling in den Nieren über V2-Rezeptoren reguliert. Bei verschiedenen Erkrankungen wie Infektionen, Schock oder Trauma wirken höhere Konzentrationen über sogenannte V1-Rezeptoren in den Arterien blutdrucksteigernd.
2. Zentrale Wirkung: Aus sogenannten parvozellulären Neuronen wird ADH in den hypophysären Portalkreislauf sezerniert, über den es zum Hypophysenvorderlappen (auch Adenohypophyse genannt) gelangt. Aus diesem Hypophysenvorderlappen wird es über V3-Rezeptoren zusammen mit CRH und ACTH wiederum in das Blut sezerniert. ACTH setzt aus der Nebennierenrinde Cortisol frei. Somit ist ADH Bestandteil des hormonalen Stress-Mechanismus des Körpers.

ADH dient dem Organismus bei der Steuerung des Wasserhaushalts. Bei Wassermangel im Organismus wird das Blutplasma hyperton. Das wird von den Osmorezeptoren im Hypothalamus festgestellt, die wiederum die Freisetzung von ADH aus der Neurohypophyse veranlassen. Ein weiterer Stimulus für die Ausschüttung von ADH ist ein Volumenmangel im arteriellen und im venösen System, der über Barorezeptoren im rechten Vorhof des Herzens und im Aortenbogen registriert wird.
ADH wird über das Blut zu den Epithelzellen des Sammelrohrs in der Niere transportiert. Diese Zellen sind ohne den Einfluss von ADH für Wasser nicht durchlässig und verhindern so die Rückresorption von Wasser aus dem Primärharn. ADH koppelt nun an membranständige V2-Rezeptoren, die über cAMP zur vermehrten Translation von Aquaporinen (AQP2) führen und aquaporinhaltige Vesikel mit der Zellmembran fusionieren. Die Aquaporine machen die Zellmembran temporär durchlässig für Harnstoff und Wasser, das osmotisch aus dem Primärharn in das hyperosmolare Nierengewebe gezogen wird, woraus es letztlich wieder in das Blut gelangt. In den Nieren bewirkt ADH also eine vermehrte Reabsorption von Wasser und Harnstoff aus dem Urin der Sammelrohre.
Ferner wirkt das antidiuretische Hormon in hohen Konzentrationen gefäßverengend. Beide Wirkungen erhöhen den Blutdruck.
Unabhängig davon bewirkt das Hormon Veränderungen im weiblichen Sexualverhalten.

## Normalwerte
Die Messung von ADH ist schwierig und wird nur von wenigen Speziallaboren angeboten. Da die Halbwertszeit des Analyten bei wenigen Minuten liegt, muss die Blutprobe rasch verarbeitet werden. Zudem bindet ADH stark an Thrombozyten, was die Messung zusätzlich erschwert. Aus diesen Gründen ist die Messung von ADH im Gegensatz zu anderen Hormonen kein fester Bestandteil der klinischen Routine. Eine Alternative besteht inzwischen durch Messung von Copeptin, das zusammen mit reifem ADH aus dem gemeinsamen Prohormon gebildet wird und deutlich einfacher messbar ist.
Da ADH durch Alkohol, Rauchen und Coffein beeinflusst wird, müssen zwölf Stunden vor der Blutabnahme eine Alkohol-, Nikotin- und Coffein-Karenz und 48 Stunden zuvor eine Medikamenten-Karenz eingehalten werden.
Die Bestimmung erfolgt aus mindestens 4,0 ml tiefgefrorenem EDTA-Plasma mittels Radioimmunassays (RIA).
- Blut:
Normalwerte für Erwachsene sind: 2,9 ± 1,0 pg/ml
andere Angaben sprechen von: 2,0 – 8,0 pg/ml
- Osmolalität:
Indirekte Abschätzung der Serumosmolalität mit folgender Formel:
  - Osmolalität [mosmol/kg] = 1,86 × Na+ [mmol/l] + Glukose [mmol/l] + Harnstoff [mmol/l] + 9
oder
  - Osmolalität [mosmol/kg] = 2 × (Na+ [mmol/l]+ K+ [mmol/l]) + Glukose/18 [mg/dl] + Harnstoff/6 [mg/dl]

Der Referenzbereich für die Osmolalität im Serum liegt bei 280–310 mosmol/kg. Die Werte für 24-Stunden-Urin liegen bei 50–1200 mosmol/kg.
- Urinosmolalität:
nach zwölfstündigem Dursten entspricht die Urinosmolalität etwa dem Dreifachen der Serumosmolalität oder ca. 800–900 mosmol/kg

## Pathophysiologie
Bei ADH-Mangel kommt es zu einem starken Wasserverlust, dem Diabetes insipidus centralis. Durch Funktionsminderung der V2-Rezeptoren an der Niere (durch Mutation oder Zerstörung) entstehen die gleichen Symptome, jedoch spricht man dann vom Diabetes insipidus renalis. Der bei diesen Krankheitsbildern auftretende Wasserverlust beträgt bis zu 20 Liter pro Tag. Das daraus resultierende Durstgefühl wird durch Trinken äquivalenter Flüssigkeitsmengen gestillt.
Beim Syndrom der inadäquaten ADH-Sekretion (SIADH, syn. Schwartz-Bartter-Syndrom) kommt es zur verminderten Wasserausscheidung und zu einer Hyponatriämie. Dieses Syndrom kann sich unter anderem bei Lungenkrebs einstellen (Paraneoplastisches Syndrom), bei dem entartete Zellen Hormone, in diesem Fall ADH oder ADH-ähnliche Stoffe, produzieren.
Alkohol hemmt die Sekretion von Vasopressin (ADH) aus der Hypophyse, mit der Folge einer vermehrten Wasserausscheidung. Das ist ein Grund für den sogenannten Nachdurst. Flüssigkeitsmangel kann zu Kopfschmerzen führen. Nikotin führt im Gegensatz dazu zu vermehrter ADH-Sekretion.

## Vasopressin (ADH) als Arzneistoff

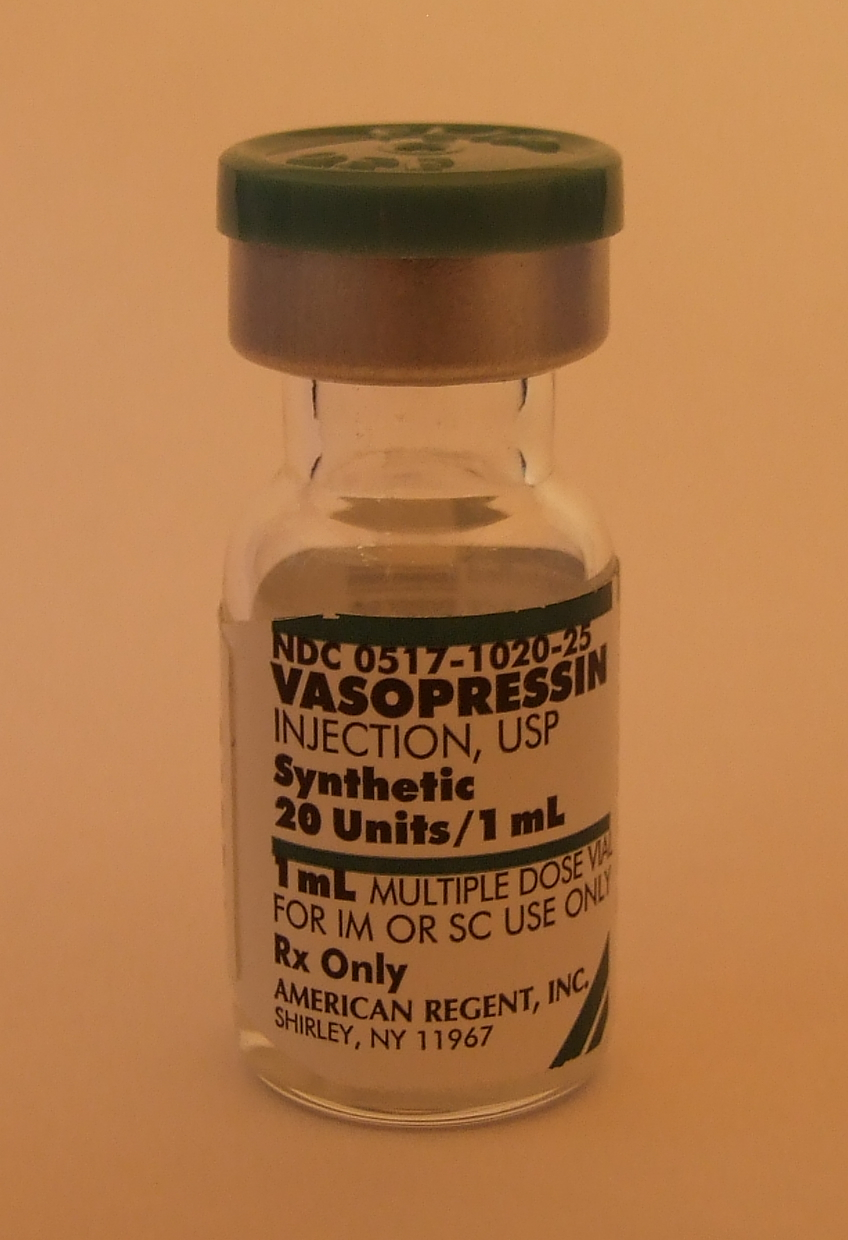
Vasopressin in Stechampulle

Arginin-Vasopressin wird als stark blutdrucksteigernde Substanz bei Patienten im Schockzustand eingesetzt. Eine Zulassung und eine internationale Empfehlung für die zusätzliche Gabe zu Noradrenalin besitzt es im Bereich septischer Schock. Hier zeigten sich Vorteile in einer frühen Kombination mit Noradrenalin. Der Diabetes insipidus centralis kann durch die Gabe von ADH behandelt werden. Verwendet wird allerdings das nicht völlig identische Analogon Desmopressin. ADH wird bei der Hämodialyse eingesetzt.